# ZIP Skład
ZIP Skład (skrót od Ziomki i Przyjaciele Skład) – polska grupa muzyczna wykonująca hip-hop, zaliczana do prekursorów nurtu ulicznego rapu w Polsce. Powstała w 1997 roku w Warszawie na kanwie składów Fundacja nr 1 i TPWC. Jedyny album zespołu, zatytułowany Chleb powszedni ukazał się w 1999 roku, nakładem R.R.X., wytwórni uchodzącej wówczas, bodajże za najbardziej wpływową na scenie muzyki hip-hopowej. W międzyczasie na bazie kolektywu wykształciły się zespoły WWO, Ko1fu i Zipera.
W latach późniejszych szereg członków zespołu rozpoczęło karierę solową lub też kontynuowali działalność artystyczną w takich projektach jak RaggaBangg, Pokój z Widokiem na Wojnę, czy Monopol. Pomimo pozytywnego odbioru ze strony krytyków muzycznych, jak i publiczności, działalność ZIP Składu na przestrzeni lat była niejednostajna i obejmowała głównie występy gościnnie, a także sporadyczne koncerty. Od 2011 roku skład formacji tworzą raperzy Pono, Koras, Fu, Sokół, Felipe, Mieron, Jaźwa oraz Ward.

## Historia
Pierwszy skład utworzyli raperzy Sokół i Pono, działający wówczas w ramach istniejącego od niespełna roku projektu TPWC oraz Jędker, Felipe, Mieron i Jaźwa z zespołu Fundacja nr 1. W efekcie wstrzymaniu uległa działalność macierzystych projektów członków ZIP Składu. Wkrótce potem do zespołu dołączyli Fu, Koras, Ward oraz na krótko Skuter. Początkowo działalność grupy miała charakter lokalny. Jednakże ZIP Skład szybko zyskał na popularności za sprawą występu przed Run-D.M.C. w ramach warszawskiego koncertu Rap Day w 1997 roku, który zgromadził 3500 widzów. Pierwsze nagrania kolektywu znalazły się na wydanej 1998 roku nakładem wytwórni muzycznej R.R.X. kompilacji różnych wykonawców Hiphopowy raport z osiedla w najlepszym wykonaniu. Na albumie znalazły się autorski utwór ZIP Skład pt. „Nie warto”, a także zrealizowana z udziałem związanych z Molestą Ewenement raperów Vienia i Pelsona kompozycja zatytułowana „Koncerty”. Wcześniej zespół gościł w piosence „Popatrz”, która ukazała się na czwartym albumie prekursorów hip-hopu w Polsce – zespołu Wzgórze Ya-Pa 3 pt. Ja mam to co ty (1998).
Rok później zespół gościł na albumie producenckim DJ-a 600V – Szejsetkilovolt. Następnie, 6 września, także 1999 roku nakładem R.R.X. do sprzedaży trafił debiutancki album ZIP Składu zatytułowany Chleb powszedni. Na wydawnictwie liczącym niewiele ponad 70 min. znalazło się 20 utworów. Produkcji nagrań podjęli się członkowie ZIP Składu oraz DJ 600V, Boese i Kliczu. Natomiast autorami scratch’y byli DJ Deszczu Strugi, DJ 600V oraz Vienio pod pseudonimem DJ Variat. Gościnnie na płycie wystąpili: zespół Mor W.A. oraz Kaczy, raper tworzący wówczas wraz z Chadą projekt Proceder. Również w 1999 roku na kanwie ZIP Składu powstały zespoły WWO, Ko1fu i Zipera. W ich skład weszli odpowiednio Sokół i Jędker; Koras i Fu; Pono, Koras i Fu. W 2000 roku ukazał się debiut Zipery pt. O.N.F.R. Gościnnie w nagraniach wziął udział ZIP Skład, który wystąpił w utworze „Pierwszy stopień zagrożenia (Scenariusz)”. Tego samego roku zadebiutował skład WWO z albumem Masz i pomyśl, także z gościnnym udziałem ZIP Składu. W międzyczasie nakładem R.R.X. ukazała się kompilacja różnych wykonawców Pokaż walory na której znalazł się autorski utwór ZIP Skład – „Zawodowstwo”. Rok później solową działalność artystyczną rozpoczął Fu. Raper zadebiutował płytą pt. N.O.C.C. (2001). Z kolei w 2002 roku Pono wydał pierwszą solową płytę zatytułowaną Hołd. W latach późniejszych formacja gościła na kolejnych płytach WWO – We własnej osobie (2002) i Witam was w rzeczywistości (2005) oraz DJ-a 600V – 600 °C (2003). Pod koniec 2003 roku formacja dała koncert, poprzedzając amerykański duet Gang Starr.
W 2006 roku ZIP Skład wraz z zespołem Hemp Gru i Małolatem nagrał utwór pt. „Prosto”, który ukazał się na kompilacji Prosto Mixtape Deszczu Strugi. Piosenka promowana teledyskiem zyskała pewną popularność w kraju, dotarła do 28. miejsca Szczecińskiej Listy Przebojów Polskiego Radia. W międzyczasie Jędker powołał zespół muzyki tanecznej Monopol, którego kontrowersyjny debiut pt. Product of Poland 100% ukazał się dwa lata później. Z kolei Koras utworzył formację Pokój z Widokiem na Wojnę, która również zadebiutowała wydanym w 2010 roku albumem 2010. Również w 2006 roku reaktywowany został zespół Fundacja nr 1, którego debiutancki album zatytułowany Poste restante został wydany trzy lata później. W 2007 roku został wydany debiut solowy Jędkera pt. Czas na prawdę, działalność wznowił także duet TPWC. Tego samego roku ukazał się także pierwszy album projektu pt. Teraz pieniądz w cenie. W 2010 roku jedyny album ZIP Skład, w oryginalnej formie muzycznej, został wznowiony przez firmę Prosto. Na reedycji znalazł się nowy utwór formacji pt. „Po drodze”. Do wydawnictwa została dołączona także druga płyta zawierająca zremasterowane nagrania. Odnowiona została ponadto poligrafia. W 2011 roku kolektyw gościł na płycie gdańskiego rapera Brahu pt. Chaos. Tego samego roku w związku z narosłą krytyką wokół osoby Jędkera, został on usunięty z grupy. Natomiast Fu utworzył nowy zespół pod nazwą RaggaBangg, którego pierwszy album pod tą samą nazwą został wydany rok później. W 2012 roku na potrzeby składanki Prosto Mixtape Kebs ZIP Skład zarejestrował utwór pt. „Do kurew” do którego został zrealizowany również teledysk. Następnie formacja gościła na albumie producenckim duetu White House – Kodex 4. Raperzy wykonali piosenkę zatytułowaną „Ja wiem, że Ty wiesz”.
20 maja 2020 zespół opublikował teledysk w ramach #Hot16Challenge2, w którym udzielili się wszyscy członkowie.

## Dyskografia
Albumy
| Tytuł           | Dane dot. albumu                          | Pozycja na liście | Sprzedaż        |
| Tytuł           | Dane dot. albumu                          | POL               | Sprzedaż        |
| --------------- | ----------------------------------------- | ----------------- | --------------- |
| Chleb powszedni | - Data: 6 września 1999 - Wydawca: R.R.X. | 41                | - POL: 20 tys.+ |

Notowane utwory
| Tytuł                                   | Rok  | Pozycja na liście | Album                         |
| Tytuł                                   | Rok  | SLiP              | Album                         |
| --------------------------------------- | ---- | ----------------- | ----------------------------- |
| ZIP Skład, Hemp Gru, Małolat – „Prosto” | 2005 | 28                | Prosto Mixtape Deszczu Strugi |

Inne
| Album                                                          | Rok  | Utwór                                                             | Źródło |
| -------------------------------------------------------------- | ---- | ----------------------------------------------------------------- | ------ |
| Wzgórze Ya-Pa 3 – Ja mam to co ty                              | 1998 | „Popatrz” (gościnnie: ZIP Skład)                                  | [ 8 ]  |
| Hiphopowy raport z osiedla w najlepszym wykonaniu (kompilacja) | 1998 | ZIP Skład, Vienio, Pele – „Koncerty” ZIP Skład – „Nie warto”      | [ 9 ]  |
| DJ 600V – Szejsetkilovolt                                      | 1999 | „Uszanuj” (gościnnie: ZIP Skład)                                  | [ 10 ] |
| Zipera – O.N.F.R.                                              | 2000 | „Pierwszy stopień zagrożenia (Scenariusz)” (gościnnie: ZIP Skład) | [ 11 ] |
| WWO – Masz i pomyśl                                            | 2000 | „Uszanuj 2" (gościnnie: ZIP Skład)                                | [ 12 ] |
| Pokaż walory (kompilacja)                                      | 2000 | ZIP Skład – „Zawodowstwo”                                         | [ 13 ] |
| WWO – We własnej osobie                                        | 2002 | „Wierzę, że...” (gościnnie: ZIP Skład)                            | [ 14 ] |
| Popcorn – hip hop mania 2 (kompilacja)                         | 2003 | ZIP Skład – „Ziping (na tym sztuka polega)”                       | [ 15 ] |
| DJ 600V – 600 °C                                               | 2003 | „Każdy z nas (V6 Remix)” (gościnnie: ZIP Skład)                   | [ 16 ] |
| To jest hip-hop Vol.1 (kompilacja)                             | 2004 | ZIP Skład – „NNWNW” ZIP Skład – „Śródmieście południowe”          | [ 17 ] |
| WWO – Witam was w rzeczywistości                               | 2005 | „Wiemy co mówimy” (gościnnie: ZIP Skład)                          | [ 18 ] |
| Prosto Mixtape Deszczu Strugi (kompilacja)                     | 2006 | ZIP Skład, Hemp Gru, Małolat – „Prosto”                           | [ 19 ] |
| Road Hip-Hop Classic 2008 (kompilacja)                         | 2008 | ZIP Skład, Wzgórze Ya-Pa 3 – „Popatrz” (DJ 600V Remix)            | [ 20 ] |
| Fundacja nr 1 – Poste restante                                 | 2009 | „I tak powiem” (gościnnie: ZIP Skład)                             | [ 21 ] |
| Brahu – Chaos                                                  | 2011 | „Jedno niebo” (gościnnie: ZIP Skład)                              | [ 22 ] |
| White House – Kodex 4                                          | 2012 | „Ja wiem, że Ty wiesz” (gościnnie: ZIP Skład)                     | [ 23 ] |
| Prosto Mixtape Kebs (kompilacja)                               | 2012 | ZIP Skład – „Do kurew”                                            | [ 24 ] |
| Pokój z Widokiem na Wojnę – Grawitacja                         | 2014 | „Gnieciesz” (gościnnie: ZIP Skład)                                | [ 25 ] |
| Prosto XV (kompilacja)                                         | 2014 | ZIP Skład, Hemp Gru, Małolat – „Prosto”                           | [ 26 ] |

## Teledyski
| Tytuł                                   | Rok  | Reżyseria/Realizacja | Album                         | Źródło |
| --------------------------------------- | ---- | -------------------- | ----------------------------- | ------ |
| ZIP Skład, Hemp Gru, Małolat – „Prosto” | 2006 | –                    | Prosto Mixtape Deszczu Strugi | [ 27 ] |
| ZIP Sklad – „Do kurew”                  | 2012 | Kamil Szczepanski    | Prosto Mixtape Kebs           | [ 28 ] |
| Zip Skład – #hot16challenge2            | 2020 | Krzysztof Q Kudelski | –                             | [ 29 ] |